# Тот, кто нежнее
«Тот, кто нежне́е» (1996) — художественный фильм Абая Карпыкова.
Продюсер Ораз Рымжанов

## Сюжет
Молодой человек по имени Данеш попал в больницу с переломом ноги. Старик, его сосед по палате, рассказал Данешу о двух реликвиях: тамге (золотом блюде) и рубине, с их помощью раз в году в Каньоне Скорпиона можно найти сокровище. Тамгу привезли из-за границы арабские шейхи, которые будут ждать посланца от старика. После смерти старика его сёстры отдают Данешу рубин и карту Каньона, и он отправляется на поиски сокровищ. Его соперником становится бандит Рамазан, который похитил переводчицу Алёну, способную прочитать арабскую надпись на тамге.

## В ролях
- Бопеш Жандаев — Данеш
- Ксения Качалина — Алёна
- Николай Стоцкий — Гоша
- Андрей Ростоцкий — Рамазан
- Фархат Абдраимов — Фархад
- Болот Бейшеналиев — Султан Хан-Гирей
- Аристарх Ливанов — Байгали

## Восприятие
Кинокритик Сергей Кудрявцев оценил фильм на 6 баллов из десяти, отмечая, что картина существенно проигрывает в течение её первых двух третей, но что в конце режиссёр поставил «остроумный знак вопроса».